# Xã Washington, Quận Morrow, Ohio
Xã Washington (tiếng Anh: Washington Township) là một xã thuộc quận Morrow, tiểu bang Ohio, Hoa Kỳ. Năm 2010, dân số của xã này là 1.300 người.